# Bossier Parish
Bossier Parish er et county i den amerikanske delstat Louisiana. Området ligger i den nordvestlige del af delstaten. Amtet grænser mod Webster Parish i øst, Bienville Parish i sydøst, Red River Parish i syd, Caddo Parish i vest og mod delstaten Arkansas i nord.
Bossier Parish’s totale areal er 2 245 km², hvoraf 72 km² er vand. I året 2000 havde amtet 98 310 indbyggere. Amtet administreres fra Benton, mens Bossier City er amtets største by.

## Byer
- Benton
- Bossier City
- Eastwood
- Haughton
- Plain Dealing
- Red Chute

32°41′N 93°36′V / 32.68°N 93.6°V